# Jaime Martín (auteur)
Œuvres principales
- Sangre de barrio (1994)
- Ce que le vent apporte (Dupuis, 2007) / Lo que el viento trae (Norma, 2008)
- Toute la poussière du chemin (Dupuis, 2010) / Todo el polvo del camino (Norma, 2010)
- Les Guerres silencieuses (Dupuis, 2013) / Las guerras silenciosas (Norma, 2014)
- Jamais je n'aurai 20 ans (Dupuis, 2016) / Jamás tendré 20 años (Norma, 2016)

Jaime Martín (Barcelone, 1966) est un illustrateur et auteur de bande dessinée espagnol d’origine catalane. La plupart de ses albums ont une composante autobiographique et une portée sociale marquées.

## Biographie
Jaime Martín débuta en 1985 en contribuant à des revues humoristiques espagnoles telles que Caníbal, Bichos, Humor a Tope et Pulgarcito. En 1987, il commença à collaborer de façon régulière à la revue El Víbora, réalisant dorénavant ses propres bandes dessinées comme Sangre de Barrio (1989-2005), Los primos del Parque (1991-92) et La Memoria Oscura (1994-95). Toutes ces œuvres, qui parurent sous forme de série dans El Víbora, se caractérisent par leur net côté autobiographique et par une composante de critique sociale.
En 1990, il se vit décerner le prix de la Révélation au 8e Salon international de la bande dessinée de Barcelone, pour son album Sangre de barrio. À partir de 1996, il enseigna à l’école Josso (ou Joso en espagnol), établissement spécialisé en création de bande dessinée.
À partir de l’an 2000, ne trouvant pas d’éditeur en Espagne, il s’engagea dans une collaboration avec la maison d’édition franco-belge Dupuis, où paraîtront alors (en français) les œuvres Ce que le vent apporte (2007), Toute la poussière du chemin (2010, dont l’action se situe pendant la Grande Dépression), les Guerres silencieuses (2014) et Jamais je n'aurai 20 ans (2016). Tous ces albums paraîtront par la suite en langue espagnole.
L’élément autobiographique présent dans les premiers albums de Martín, comme Sangre de Barrio (1989) ou Los primos del parque (1992), s’estompera à partir de 2010 au profit des réminiscences familiales de l’auteur. Les Guerres silencieuses se base sur les souvenirs militaires de la guerre d'Ifni rapportées par son père, tandis que Jamais je n'aurai 20 ans prend pour matière les événements vécus par ses grands-parents durant la guerre d’Espagne. Le traitement critique que fait Martín de ces deux conflits met au jour les convictions pacifistes et anti-autoritaires de l’auteur, qui du reste s’était déclaré objecteur de conscience car « il savait que cela ne [lui] irait pas bien d’obéir sans possibilité de [se] demander pourquoi » ; il ajouta que « jamais je ne tuerai pour un homme politique ou pour un drapeau. Il est naïf d’aller comme volontaire en Irak, croyant qu’on le fait pour la paix du monde ».
Sa trilogie de « la Mémoire », articulée autour de trois générations de sa propre famille, fut doublement récompensée lors de l’édition 2017 du Salon international de la bande dessinée de Barcelone, où son opus Jamais je n'aurai 20 ans lui valut notamment de se voir décerner son premier Prix de la meilleure œuvre. Quatre ans plus tard, cette même récompense lui sera attribuée pour Nous aurons toujours 20 ans, volume qui clôt ladite trilogie et traite de la vie de Martín lui-même et de sa génération dans l'Espagne des années 1980,.

## Œuvre

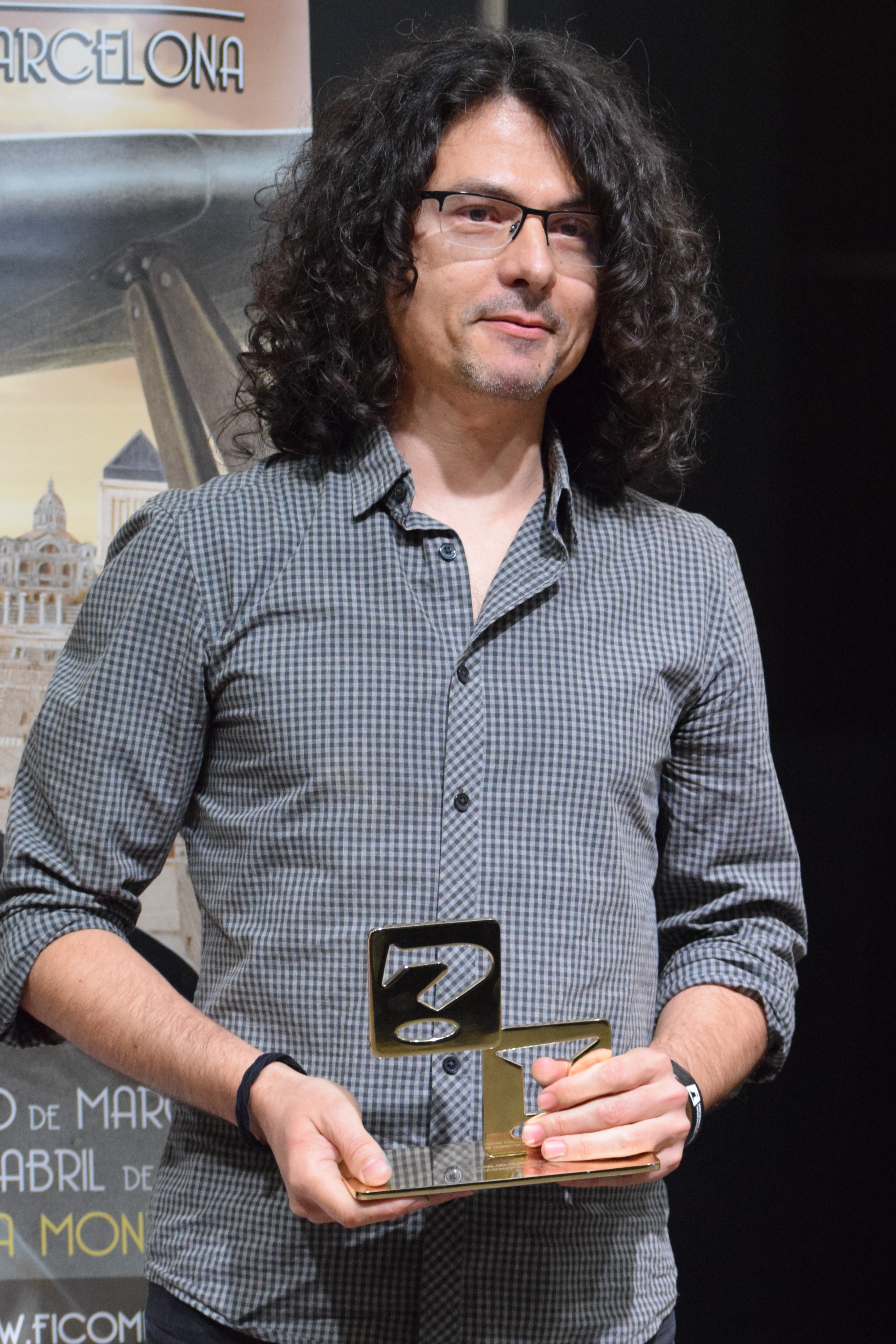
Jaime Martín tenant en mains le Trophée de la meilleure œuvre lors du Salon de la BD de Barcelone en 2017.

- La basca que más casca (La Cúpula, 1989)
- Flores sobre el asfalto (La Cúpula, 1990)
- Los primos del parque (La Cúpula, 1991)
- Los cuentos de los primos del parque (La Cúpula, 1992)
- Sangre de barrio (La Cúpula, 1994)
  - (fr)Sang de banlieue, Bethy, 1998[7].
- Sex games (La Cúpula, 1998)
- La memoria oscura (La Cúpula, 2001)
- Invisible (Edicions Ponent, 2004)
- Ce que le vent apporte (Dupuis, 2007) / Lo que el viento trae (Norma, 2008)
- Toute la poussière du chemin (Dupuis, 2010) / Todo el polvo del camino (Norma, 2010)
- Les Guerres silencieuses (Dupuis, 2013) / Las guerras silenciosas (Norma, 2014)
- Jamais je n'aurai 20 ans (Dupuis, 2016) / Jamás tendré 20 años (Norma, 2016)
- Nous aurons toujours 20 ans (Dupuis, 2020) / Siempre tendremos 20 años (Norma, 2020)